# Luohanquan
Luohanquan (罗汉拳, pugilato dei Luohan o Arhat) è un termine molto comune nelle arti marziali cinesi, che si riferisce a delle movenze che imitano le posture dei Luohan, ovvero discepoli di Buddha, soggetto tipico dell'iconografia buddista in Cina.
Con questo termine troviamo indicati uno stile o dei Taolu.

## Origini

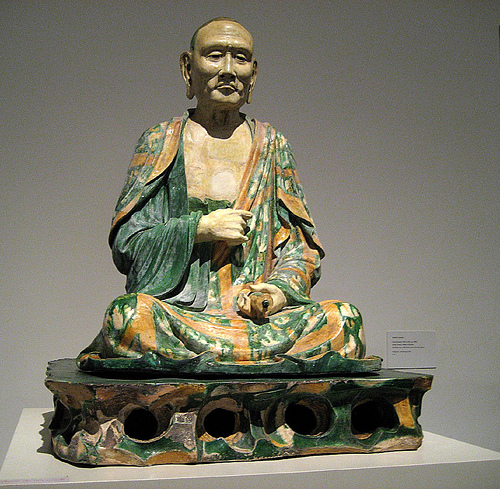
Statuetta raffigurante un Luohan dell'epoca della Dinastia Liao

I Luohan o Arhat, nel buddismo indiano, sono persone che cercano e raggiungono l'illuminazione (Nirvana) per se stessi, al contrario dei Bodhisatva che rinunciano al Nirvana per aiutare gli altri. In Cina vengono conteggiati 16 Arhats che si suppone fossero i primi 16 discepoli di Buddha ed altri 2 che si suppone fossero i 2 primi discepoli di Bodhidharma. In tutto 18, un numero esoterico.
Vi sono molteplici scuole e molte forme che prendono questo nome, ma tutte sono riconducibili, anche solo teoricamente al Tempio Shaolin. Infatti La maggior parte di loro sono provenienti (o si afferma che provengano) dal tempio di Shaolin sul Songshan. Si racconta che i monaci del tempio o hanno tramandato la sequenza Shiba Luohan Shou, che assieme alla ginnastica Yijinjing (Classico della trasformazione dei muscoli e dei tendini) sarebbe stata insegnata da Bodhidharma (Damo) stesso; oppure avrebbero inventato questo esercizio, imitando le posizioni delle statue che ritraevano gli Arhats. Ma non ci sono prove storiche a confortare queste leggende.
Più sicuramente, durante la dinastia Ming, dei monaci presso il tempio Shaolin, strutturarono alcune forme di Pugilato per conservare lo spirito Buddista all'interno del Wushu. Tra questi Taolu c'erano il Luohanquan, Jingangquan (il Pugilato del guerriero alle dipendenze di Buddha), Dabeiquan (il pugilato della grande compassione) ecc.
Per un certo periodo il Luohanquan era insegnato a coloro che iniziavano la pratica delle arti marziali. Per molti il termine Luohanquan è sinonimo di Shaolinquan. 
Il Luohanquan ha conosciuto moltissimi cambiamenti nel corso dei secoli, all'interno del tempio stesso, dove i maestri sperimentavano e raffinavano lo stile Luohan. Con l'orientamento dello Shaolin a insegnare diversi stili all'interno del tempio, vennero a crearsi differenti sistemi. Si ristrutturarono molti pugilati e si raggrupparono vari stili. Dallo Shiba Luohan Shou, con il passare dei secoli si svilupparono: “27 Xiao Luohanquan”; “54 Da Luohanquan”; “36 Luohanquan”; esercizi respiratori dei Luohan; le 108 tecniche di combattimento dei Luohan. Questa ultima forma include 108 tecniche di base, percosse, proiezioni, Qinna e studio dei Dianxue. In breve un arsenale completo per il praticante. Esso enfatizza l'uso del Fajing (forza esplosiva), dello Huajing (forza che trasforma) e Anjing (forza nascosta). Il Shiba Luohan Shou ed il 36 Luohanquan sono forme caratterizzate dall'uso interno dell'energia.

## Gli stili
- Il Luohanquan è uno stile di arti marziali cinesi che ha avuto origine dallo Shaolinquan.

È anche chiamato Luohanmen (罗汉门, scuola Luohan) o Luohanpai (罗汉派). Si racconta che esso sia stato creato dallo stesso Damo (达摩). Alla base di questo stile ci sono Shibashou (十八手, 18 mani), un esercizio che prevede 9 figure ripetute a destra e a sinistra. Nel tempo sono venute a crearsi nuove forme più complesse: Sanshiliushou (三十六手, 36 mani), Qishiershou (七十二手, 72 mani) e Yibailingbashou (一百零八手, 108 mani).
- Un Lohanquan viene dal Monaco Miaoxing (妙兴, 1881 - 1939) ed è composto di 18 metodi (shiba fa): 6 di pugno, 2 di palmo, 1 di gomito, 4 di gamba, 5 di presa / Qinna. È probabile che questo stile sia una "cornice nuova" di un più vecchio Lohanquan.
- Liu Baichuan (刘百川, 1870-1964) ha appreso il Luohanquan dal monaco Shaolin Yang Chengyun (杨澄云).
- Esiste un sottostile del Tanglangquan che si chiama Luohan Tanglangquan (罗汉螳螂拳) creato da Li Yuanzan (李元赞).
- Il Luohanquan che appartiene agli stili Duanda è detto Luohan Shenda (罗汉神打).

I suoi esercizi sono: Shiba luohangong (十八罗汉功), Dali jingang zhang (大力金刚掌), un Dajia ed un Xiaojia Fohanchui (大架e小架佛汉锤, Grande struttura e Piccola struttura dei colpi dei Luohan), Shiba tongren chui (十八铜人锤), Jingang liulu duanda (金刚六路短打), Hongquan Foshou (洪拳佛手).
Inoltre utilizza il Dianxue shu (点穴术).
- Un altro stile detto Luohanmen è stato insegnato nella Jingwu Tiyu Hui del Guangdong da Sun Yufeng (孙玉峰) e poi è stato sistematizzato all'interno dello Zhongyang guoshu guan. Sun era amico di Zhang Zhankui perciò risentì molto dell'influenza di stili come Xingyiquan, Baguazhang e Huaquan. Sun Yufeng lo aveva appreso dal monaco dal Yuantong. Questo stile ha 18 forme, 6 morbide, sei intermedie e 6 dure.
- Il Luohan Duanda (罗汉短打)  è stato tramandato da Sheng xiao Daoren (升霄道人), originario di Pingdu (平度) in Shandong, durante il regno di Qianlong (乾隆, 1736-1796) della dinastia Ming. Egli scrisse “Luohan duanda quanpu” (罗汉短打拳谱).
- Il Qijia Tongbeiquan (祁家通背拳) contiene moltissimi elementi di Luohanquan. (vedi Tongbeiquan).
- Emei Luohanquan (峨嵋罗汉拳), un pugilato dell'Emeishan[1].
- Uno stile detto Nan Shaolin Luohanmen (南少林罗汉门) è stato tramandato in Fujian dal monaco buddista Tiezhu (铁珠), che proveniva dal tempio Shaolinsi del Songshan[2]. Esso contiene i seguenti Taolu: San Zheng (三正, tre diretti); Babu (八步, otto passi); Shi Shizi (十十字, Dieci Croci); ba Hualan (八花蓝, otto fiori blu); Shisi Zi (十四字, quattordici caratteri); Wushisi Mu (五十四母, cinquantaquattro madri); Sanshiliu Ken Tui (三十六啃腿, trentasei colpi di gamba); Xia bie shou (虾鳖手, Mani del granchio e della tartaruga); Shaolin Sanshiliu Shou (少林三十六手, trentasei mani di Shaolin); Luohan Duilian (罗汉对练, Esercizio in Coppia dell'Arhat). Inoltre queste sono le forme di armi: Xingyi lianhuandao (形意连环刀)[3]; Qibuqiang (七步枪, Lancia dei sette passi); Zimugun (子母棍，Bastone madre figlio); Damo qishier Jian (达摩七十二剑, spada di Damo settantadue figure).

## I taolu
- Nello stile Yingzhaoquan (鹰爪拳, anche conosciuto come Yingzhao fanzimen鹰爪翻子门), viene praticato un Taolu che si chiama Luohanquan che conta 20 figure.
- Nello Shaolinquan oggi si contano 18 lu di Luohanquan, Shaolin luohan shiba shou (少林罗汉十八手), Hushan zimen luohan shiba shou (护山字门罗汉十八手), Luohan shibashou duilian (罗汉十八手对练), Luohan lashou duilian (罗汉拉手对练).
- Nel Changjiaquan troviamo il Da ed il Xiao Luohanquan (大-小罗汉).
- Nel Fojiaquan esiste una forma di Luohanquan, che secondo la tradizione popolare sarebbe stato insegnato da un Lama Tibetano ad un eminente monaco del Tempio Nanlin (南林寺) di Canton[4].
- Xiao Luohanquan è un Taolu del Songxipai Neijiaquan[5].
- Xiao Luohanquan e Da Luohanquan sono anche i nomi di due Taolu dello Xiajiaquan (侠家拳)[6].

## Il Luohanquan nella Cultura di massa
- Nel 1980 è stato prodotto ad Hong Kong il film Fozhang Luohanquan (佛掌罗汉拳) con il titolo inglese The Buddhist Fist. Il film è stato diretto da Xu Xiaoming (徐小明) e da Yuan Heping (袁和平, Yuen Woo Ping). Tra gli attori lo stesso Xu Xiaoming (徐小明, Tsui Siu Ming), Fan Meisheng (樊梅生), Yuan Xiaotian (袁小田, Yuen Shun Yee), ecc.
- Lei Fei (雷飛), un personaggio di Virtua Fighter 4, utilizza anche il Luohanquan.